# Les Lip, l'imagination au pouvoir
Vous lisez un « bon article » labellisé en 2010.
Pour les articles homonymes, voir Lip (homonymie).
Pour plus de détails, voir Fiche technique et Distribution.
Les Lip, l'imagination au pouvoir est un documentaire français réalisé par Christian Rouaud, et sorti au cinéma en 2007. Il revient sur la grève ouvrière la plus emblématique de l’après Mai 68, la grève de l'usine Lip située dans le quartier de Palente à Besançon (Doubs). On y découvre le déroulement de cette lutte d'un nouveau genre, à travers les témoignages des principaux protagonistes de l'époque ainsi qu'avec des images d'archive.
Le premier exemple d'autogestion en entreprise avec notamment la reprise du travail des employés à leur propre compte et la vente sauvage de montres, la marche Lip qui réunit plus de 100 000 personnes dans la capitale comtoise ou des slogans mythiques tels que « c'est pas des murs l'usine, c'est d'abord des travailleurs » après la prise de Lip par les forces de l'ordre, y sont expliqués sur un ton historique, social et politique.

## Points de repère

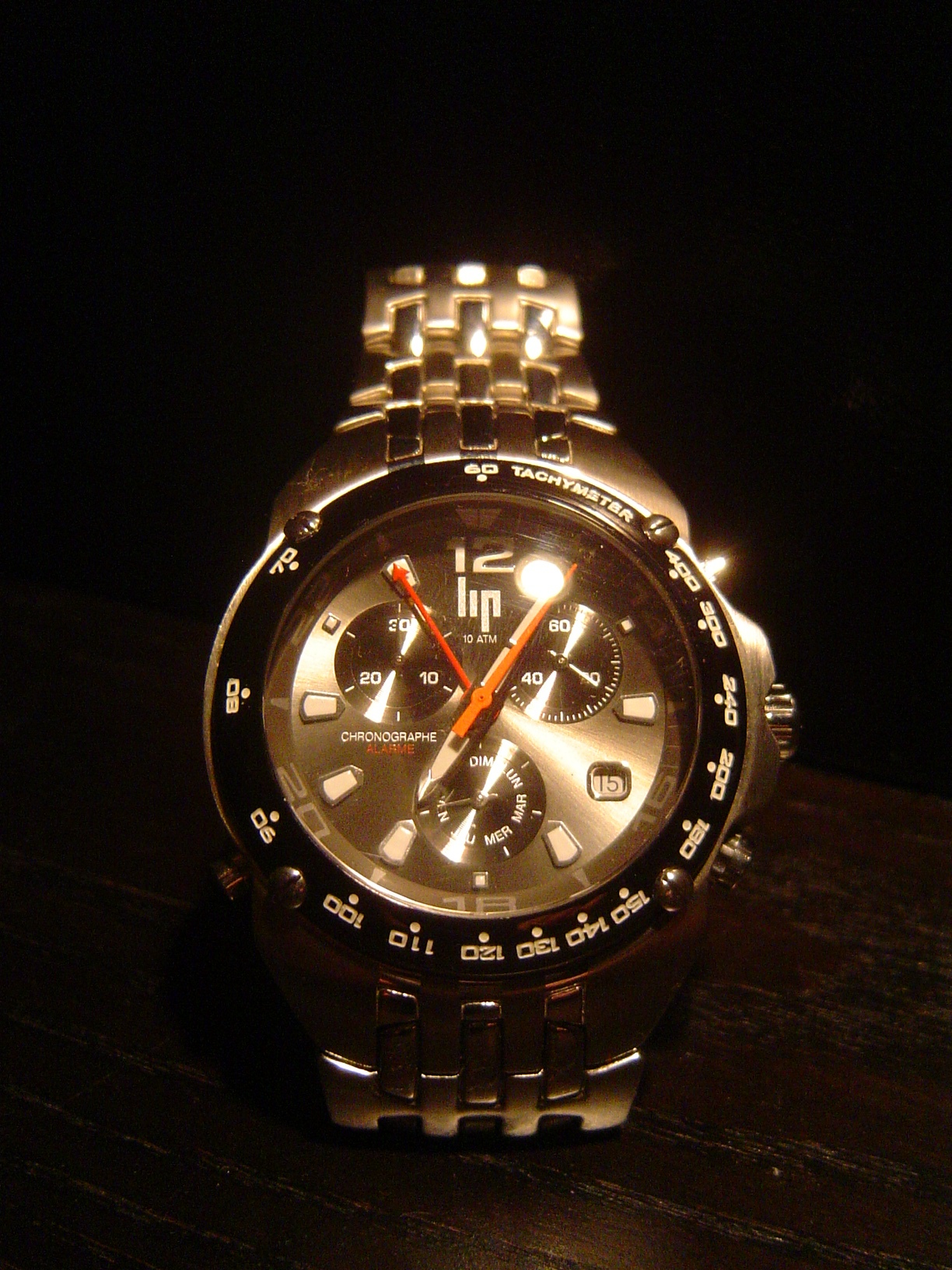
Une montre Lip.

Le film s'articule autour de l'histoire d'une usine horlogère de la ville de Besançon, Lip. Un petit atelier fondé par Emmanuel Lipmann existait dès les années 1800, comme le prouve l'offre d'une montre chronomètre à Napoléon Ier en 1807. Mais il faudra attendre 1867 pour que le petit-fils d'Emmanuel, Ernest Lipmann, ouvre un véritable atelier de production de montres dans la cité. La marque apparaît officiellement sous le nom Lip en 1896, et petit à petit l'entreprise familiale devient une véritable entreprise industrielle. C'est en 1931 que sera constituée la société Lip SA, qui embauche à l'époque 350 salariés ; puis en 1960, la nouvelle usine Lip ouvre ses portes dans le quartier de Palente et emploie plus de 1 000 personnes. C'est à partir de cette décennie que des conflits vont apparaître, notamment à cause de la baisse de salaires des ouvriers mais aussi et surtout en raison des nombreuses suppressions de postes qui étaient envisagées à cette période. Un bras de fer va alors commencer entre les ouvriers grévistes d'un côté, largement soutenus par l'opinion publique, et le patronat de Lip ainsi que le Gouvernement.

## Titre du film
Le titre reprend un slogan de Mai 68 qui selon Le Monde du 8 mars 1969 peut, comme la formule de Karl Marx « Est prolétaire l'homme qui n'a aucun pouvoir sur sa vie », tout aussi bien « résumer la révolte de mai » car ce dernier estimait dans son livre de 1955 "Éros et civilisation" que « seule la poésie, l'imagination dans la société industrielle, incarnaient encore un refus total ». Le Monde en conclut que Mai 68 a dans cet esprit voulu, « comme les surréalistes, unir la phrase de Marx : "Transformer le monde" et la phrase de Rimbaud "Changer la vie" ».

## Synopsis
Le film raconte à travers les témoignages d'anciens ouvriers l'organisation de la lutte des Lip contre les suppressions de poste d'avril 1973 au printemps 1974. Le film s'est voulu plus qu'un simple documentaire, en intégrant volontairement des aspects historiques et aussi politiques : une remontée aux origines de la crise de l'emploi en Occident, et un éloge de la révolte ayant pour cadre l'année 1973, marquant la rupture entre les Trente Glorieuses et le début de ce que Charles Piaget appelle « les années de honte », celles du chômage de masse. On retrouve des grandes figures du combat tels que les responsables CFDT (Charles Piaget, Roland Vittot, Raymond Burgy, Michel Jeanningros, Fatima Demougeot, Jeannine Pierre-Émile), le fondateur du comité d'action (Jean Raguénès, prêtre-ouvrier dominicain d'extrême gauche), et la déléguée CGT (Noëlle Dartevelle), le repreneur de l'usine Lip Claude Neuschwander et même Jean Charbonnel ministre de l'Industrie de l'époque. Alternant avec les entretiens des principaux protagonistes, le film insère des images d'archives de l'époque. Le documentaire met l'accent sur l'action plus que l'émotion, interrogeant des héros et non de simples témoins ; le tout est conjugué au présent. Les séquences s'interrompent avant que tout soit dit, ce qui montre une volonté réussie de créer une note de suspense.
Les ouvriers en lutte font preuve d'une grande imagination, afin de pouvoir s'en sortir financièrement, marquer le coup mais aussi dédramatiser le combat lorsqu'il pèse un peu trop lourd sur la vie des salariés grévistes. On voit des actions originales et très efficaces : en plus de l'occupation de l'usine, les ouvriers ont recours à des interventions relevant d'une utopie collective, radicale, démocratique, autogestionnaire, comme lorsque les grévistes déménagent le stock de montres et le cachent, reprennent leurs activités ouvrières à leur propre compte et procèdent à la vente sauvage de montres, avec un slogan retentissant : « C'est possible ! On fabrique, on vend, on se paie! » Avec les principaux syndicats comme la CFDT et la CGT, la bataille s'organise autour d'un syndicalisme ouvert nourri de catholicisme social -et d'un radicalisme libertaire directement issu de Mai 68. Le film présente non seulement le mouvement de sympathie des Bisontins mais aussi celui de personnes du monde entier, qui culmine notamment en septembre 1973 par une manifestation de plus de 100 000 personnes dans les rues de la capitale comtoise (qui compte à cette époque environ 120 000 habitants) suscitant en retour la haine féroce d'une grande partie de la classe dirigeante.

## Fiche technique
- Titre : Les Lip, l'imagination au pouvoir[5]
- Réalisation : Christian Rouaud[5]
- Scénario : Christian Rouaud[5]

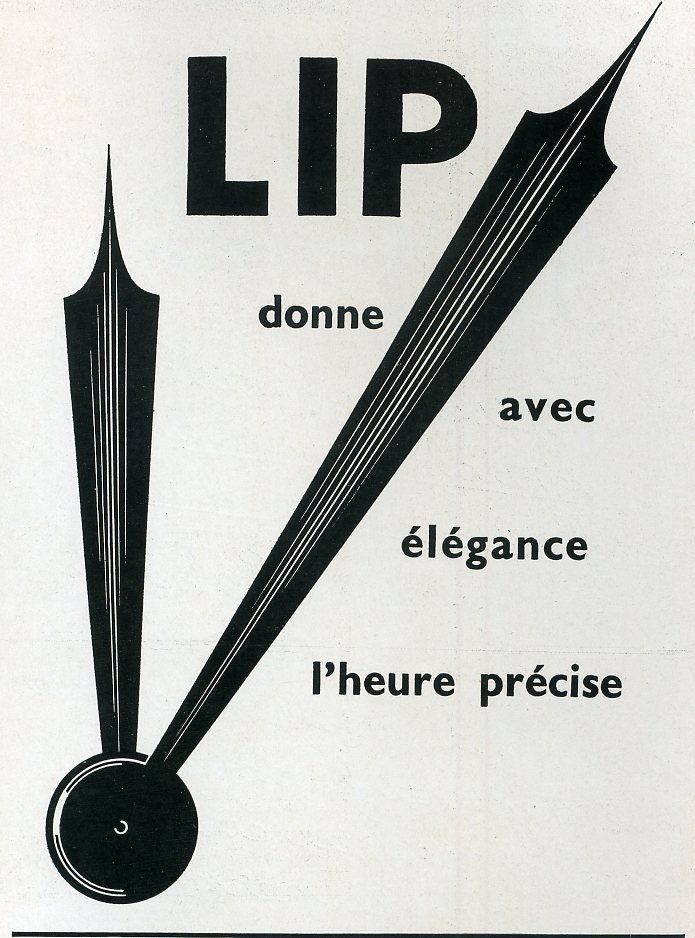
Publicité Lip de 1934.

- Photographie : Jean-Michel Humeau, Alexis Kavyrchine[5]
- Montage : Fabrice Rouaud[5]
- Musique/son : Christian Rouaud, Claude Val, Dominique Vieillard[5]
- Production : Richard Copans
- Sociétés de production : Les Films d'Ici avec la participation de la Région Franche-Comté, de la Région Île-de-France, du Centre national de la cinématographie et du SICOM[5]
- Société de distribution : Pierre Grise Distribution[5]
- Budget :
- Format : 35 mm[5]
- Genre : documentaire[5]
- Durée : 118 minutes[5]
- Pays d'origine :  France[5]
- Langue : français
- Affiche du film : réalisée par Baru[6]
- Dates de sortie :
  -  France : 21 mars 2007[7]
  -  Royaume-Uni : 3 mai 2008[7]
  -  Italie : 14 juin 2008[7]

## Distribution
- Charles Piaget (né en 1928) commence à travailler dans l'usine Lip à partir de 1946, et se rend rapidement compte au fil des années passées dans l'entreprise qu'être un employé consciencieux ne suffit plus pour obtenir une reconnaissance de son travail et une rémunération correcte[8]. Véritable leader de la lutte contre son patron, il incarne les valeurs d'un ouvrier modeste œuvrant pour une cause juste et légitime, et arrive à placer la crise Lip comme un symbole du combat de la classe ouvrière à l'échelon national et même international[8]. Cependant, même s'il prend son rôle très à cœur, il affirmera toujours avoir été un leader malgré lui, poussé par l’amicale pression de ses amis et collègues[8].
- Roland Vittot entre chez Lip en 1952, et il prend rapidement part au combat contre son patron aux côtés de Charles Piaget[9]. Il est politiquement formé par des militants de la gauche chrétienne et de l’éducation populaire, et se révolte contre toutes formes d'injustices[9] ; ce fut la guerre d'Algérie qui fut pour lui un véritable déclic ; il s'engage alors au PSU dès 1965[9]. Tout comme son collègue Charles, il adhère à l’action catholique ouvrière, la référence chrétienne étant pour lui critère extrêmement important[9]. Avec Charles Piaget, il va contribuer à la création d'un syndicat compétent et combatif dans leur usine, capable de réellement tenir tête au patronat[9]. Roland Vittot est très combatif mais refuse toute forme de violence, il interviendra notamment à plusieurs moments du conflit, afin d'éviter des débordements[9].
- Fatima Demougeot est une bisontine d'origine algérienne, arrivée en France en 1962 alors qu'elle avait 13 ans et demi[10]. Après une installation difficile et une expérience professionnelle complexe dans l'Hexagone, elle s'installe dans la capitale comtoise en 1967[10]. Au contact des militants ouvriers, elle apprend le « sens du collectif » et travaille au vernissage des cadrans dans l'entreprise Lip, avant de prendre des cours du soir et de se former pour les chaînes de montage, puis au contrôle qualité[10]. Elle se syndique à la CFDT en mai 68, et participe à l’occupation de l’usine et aux négociations[10]. À partir de cette époque, elle ne cessera plus de militer, et sera élue en 4e position sur la liste CFDT en 1974[10]. Elle militera beaucoup pour obtenir de meilleures conditions de travail pour les ouvrières, dont elle a découvert la surexploitation chez Lip[10].
- Raymond Burgy, plus jeune de dix ans que ses collègues Vittot et Piaget, est arrivé chez Lip en 1965[11]. Avant d'être ouvrier, il a été sous-officier en Algérie d'où son caractère rigoureux et son goût pour le commandement et les responsabilités[11]. Pendant la lutte Burgy a, comme mission, la gestion des montres et de l’argent lors des ventes sauvages[11]. Il acceptera après la reprise normale des activités dans l'usine de seconder le nouveau patron de Lip, Claude Neuschwander, ce qui lui vaudra des accusations de traîtrise[11].
- Jean Raguénès (1933- 31 janvier 2013) est un prêtre-ouvrier dominicain issu d’une famille bretonne bourgeoise, qui entre chez Lip en mai 1971[12]. Il commence son activité au bas de l'échelle, avec pourtant un bac+10[12]. Il s'engage lorsque le conflit éclate, et devient l’un des animateurs du Comité d’Action qui participera à des actions souvent décisives pour l’avancée de la lutte[12],[13]. Dans le film, il apporte son témoignage alors qu'il est au Brésil, où il lutte pour aider les paysans et les Indiens spoliés de leur terre par les grands propriétaires, ainsi que contre l'esclavage dans ce pays[12]. Il a publié un livre sur l'affaire en 2008, intitulé De mai 68 à LIP. Un dominicain au cœur des luttes[14].
- Jeannine Pierre-Émile est née dans la capitale comtoise, d'un père bisontin d'origine italienne et a vécu dans un petit village situé à 10 km de Besançon[15]. Longtemps discriminée à cause de ses origines italiennes, Jeannine étudie beaucoup afin de bien s'intégrer, et réussir correctement sa vie[15]. Elle se fait embaucher dans l'entreprise de montre Yema située à Besançon, et rencontre Charles Piaget lors des manifestations de mai 68[15]. En 1971, elle entre chez Lip et se syndique à la CFDT[15] ; lors du conflit en 1973, elle devient déléguée du personnel[15]. Elle combattra significativement pour la cause des ouvriers Lip, notamment grâce aux relations qu'elle entretient avec la presse[15].
- Michel Jeanningros commence à travailler chez Lip en janvier 1960, où il est cadre supérieur et collaborateur direct du patron, Fred Lip[16]. En 1968, il adhère clandestinement à la CFDT et sera alors d'un grand soutien au mouvement, et entre à l’Action catholique ouvrière en 1973[16]. Lors du conflit, Michel ouvre les portes de sa maison aux journalistes, étudiants, militants du monde entier, qui tentent de comprendre cette révolution[16]. Membre actif du comité d’action, il se révèle particulièrement efficace pour diriger la revue de presse quotidienne[16]. Il est également à l'origine de la jonction entre les Lip et les paysans du Larzac, alors en lutte pour sauvegarder leur terre que convoitait l’armée[16]. Aujourd'hui, Michel Jeanningros participe au recueil, à l'archivage et à la publication de tout ce qui touche au conflit Lip, et a fait don de neuf mètres de rayonnages sur ce sujet aux archives départementales du Doubs[16].
- Noëlle Darteville est une femme d’origine paysanne qui a été formée par la Jeunesse agricole catholique, et qui fut, avec Claude Mercet, la principale déléguée CGT de Lip[17]. Elle s'était fait remarquer avant 1973 dans la dénonciation du droit de cuissage, pratique qui n'était pas rare dans certains ateliers du temps de Fred Lip[17]. Lors du premier dépôt de bilan, elle fait partie des premiers qui sont favorables à l’idée de fabriquer et de vendre les montres au profit du mouvement[17]. Noëlle Darteville arrivera à maintenir l’unité syndicale jusqu’au vote du plan Giraud, bien que la situation se soit crispée entre la CFDT et la CGT après la grande marche sur Besançon[17]. Après que les ouvriers grévistes ont refusé le plan Giraud que la CGT préconisait d'accepter, celle-ci va peu à peu se retirer du conflit[17].
- Claude Neuschwander (né à Paris en 1933) a été vice-président de l’UNEF[18]. En 1974, il prend la direction de l'usine Lip, soutenu par les « modernistes » du Conseil national du patronat français[18]. Il dit volontiers[18] : « En tant que patron, je ne peux pas laisser dire que les syndicats de Lip avaient des exigences anormales. Il est sûr qu’ils négociaient durement, et ils ne m’ont pas épargné, mais ils ont toujours eu un sens de la responsabilité par rapport à la survie de l’entreprise auquel je rends hommage, car si les actionnaires avaient eu le même, l’entreprise vivrait encore. » Claude Neuschwander était particulièrement haï par le reste du patronat bisontin, celui-ci ne supportant pas ce Parisien venu remonter une entreprise dont ils souhaitent la disparition[18]. Il va tenir front à ce patronat, avant de finir par abandonner en 1976[18].
- Jean Charbonnel (1927-2014) a été ministre du général de Gaulle puis sera membre du parlement et du gouvernement, ainsi que président de l’UDR[19]. Lorsque le conflit éclate, il est ministre du Développement industriel et scientifique du Gouvernement Pierre Messmer, et défend l’idée que le pouvoir politique doit intervenir dans l’économie comme la plupart de ses confrères[19]. C'est lui qui envoie Henry Giraud pour négocier un plan chez Lip, plan qui sera refusé par les ouvriers grévistes en octobre 1973 à cause du démantèlement de l’entreprise, prévoyant entre autres des licenciements[19]. Jean Charbonnel sera accusé de vouloir sauver l'entreprise bisontine à tout prix, et sera évincé du gouvernement pendant le remaniement ministériel de février 1974[19].

## Production

### Genèse et réalisation
C'est le réalisateur Christian Rouaud qui entreprit de tourner un film sur la crise Lip. Membre du PSU à Choisy-le-Roi pendant le conflit en 1973, Rouaud considérait que Lip était sa lutte et celle de son syndicat, notamment parce que les principaux protagonistes étaient membres ou affiliés à ce parti. Il avait déjà eu l'idée de faire un film dès les années 1970 sur ce thème, mais commença à tourner d'abord d'autres documentaires, dont un film sur Bernard Lambert, le fondateur des Paysans travailleurs. Après s'être rendu compte que ce documentaire avait eu un certain succès auprès de la plupart des jeunes l'ayant visionné, Christian Rouaud décida de raconter l'histoire des Lip, afin, notamment, de faire connaître l'histoire de ce combat auprès de la nouvelle génération. Le film reçu une aide de 60 000 euros de la part de la région.
Ayant fait connaissance de Charles Piaget lors de la crise Lip, il a mis en place un dispositif simple et efficace pour son film : laisser parler les protagonistes, les laisser exister sur l'écran ; vu le plaisir qu'il prit à écouter tous ces témoignages, le public devait lui aussi apprécier. Au travers de ce conflit social et politique, Christian Rouaud montre également des hommes et des femmes avec leurs personnalités, leurs impressions et leurs histoires. Le documentaire est donc constitué de trois éléments : le récit des événements, les portraits ainsi que les idées politiques qui se tapissent derrière. Le monteur du documentaire, qui n'est autre que le fils de Christian Rouaud, Fabrice, a coupé tous les passages qu'il ne comprenait pas, appartenant le plus souvent à un registre d'une autre génération.

### Scénario
Le scénario s'inspire en toute logique d'événements réels qui se sont déroulés lors du conflit Lip, de Mai 68 à novembre 1977. Ils sont présentés grâce aux témoignages des principaux protagonistes de l'époque (Charles Piaget, Roland Vittot, Fatima Demougeot, Raymond Burgy, Jean Raguénès, Jeannine Pierre-Émile, Michel Jeanningros, Noëlle Darteville, Claude Neuschwander et Jean Charbonnel), relayés par quelques images d'archives. La chronologie suivante est donc une représentation historique des témoignages apportés.
| Date                  | Événement(s) | Références |
| --------------------- | --- | ---------- |
| Années 1950           | Des militants ouvriers de la CFTC de Lip tentent de constituer une force syndicale capable de tenir tête au patron, avec en tête Charles Piaget et Roland Vittot. La première action notable est la révélation des rémunérations, dont le montant était jusqu'alors tenu secret car cachant de fortes disparités. Après que les fiches de paye ont été rendues publiques, des négociations de refonte de salaires ont été faites, devant le tollé qu'a provoqué la publication de ces fiches. Une première grève est organisée, lors de laquelle les salariés prennent en otage le stock de montres et l’utilisent comme monnaie d’échange dans la négociation. | ,          |
| Années 1960           | La situation financière de l'entreprise horlogère commence à se dégrader considérablement : devant la fragilité de son usine, le patron Fred Lip cherche alors à ouvrir son capital, et se tourne vers la société suisse Ébauches SA ; en janvier 1967, il lui cède 33 % de ses parts. | ,          |
| Mai 68                | Une grève particulièrement active touche l'usine Lip : occupation des locaux, mise en place de commissions par ateliers, refus de reprendre le travail après les négociations et tant que la grève nationale n’est pas terminée... Quant à la situation économique de la marque, elle se détériore toujours ; Ébauches SA acquiert 43 % du capital et devient actionnaire principal en avril 1970. | ,          |
| Juin 1970             | Les ouvriers en mécanique décident de s'octroyer une pause de 15 minutes par heure afin de faire baisser la production, après avoir constaté une diminution de leurs salaires. Le 16 juin, lors d'une l'assemblée générale, 1 000 salariés décident d'occuper l’usine et de bloquer l’expédition des montres. Au bout de huit jours de grève et de blocage, la direction finit par céder et revalorise les salaires. | ,          |
| 5 février 1971        | Fred Lip est « débarqué » par le conseil d’administration, selon les vœux d’Ébauche SA qui a le monopole. Il est alors remplacé par Jacques Saint-Esprit, un ancien secrétaire général que Lip avait renvoyé auparavant. À cette date, la situation de l’entreprise est très préoccupante. | ,          |
| Avril 1973            | Le 17 avril, démission de Jacques Saint-Esprit et premier dépôt de bilan de l'entreprise Lip. Le 20 avril, création du Comité d’Action animé par Jean Raguénès ainsi que Marc Géhin. Le 26 avril, « tout peut arriver » déclarent les administrateurs, et les ouvriers baissent la cadence de production. | ,          |
| Mai 1973              | Le 18 mai, des salariés organisent une manifestation devant le siège d’Ébauches SA, dans la ville suisse de Neuchâtel. Le 24 mai 1973, 5 000 personnes manifestent dans les rues de Besançon. Le 28 mai, 534 Lip arrivent à l'hôtel Matignon en délégation, ainsi qu'au ministère de l’équipement. | ,          |
| Juin 1973             | Le 10 juin, l’usine est totalement occupée par les ouvriers « pour la sauvegarde de l’outil de travail ». Le 12 juin, le syndic et les administrateurs provisoires sont séquestrés pendant une réunion du comité d’entreprise, et des salariés découvrent une sacoche contenant des plans de licenciement ; pendant la nuit, le stock de montres, représentant environ 5 000 millions de francs de l'époque (environ 800 millions d'euros), est soigneusement caché dans des abris disséminés dans la région. Le 15 juin, 12 000 personnes se réunissent dans la capitale comtoise pour manifester ; les commerces sont alors fermés et l'évêque Mgr Lallier prend la parole devant les manifestants place du Huit-Septembre, tandis que la police les réprime sévèrement, malmenant également les journalistes. Le 18 juin, lors d'une assemblée générale, les salariés décident de remettre en route la chaîne de montage horlogère, afin de subvenir à leurs besoins financiers ; le combat des ouvriers est symbolisé par le slogan : « C’est possible : on fabrique, on vend, on se paie » : la vente sauvage de montres s'organise et les visiteurs affluent dans le quartier de Palente. Le 22 juin, l’assemblée générale crée six commissions de travail : production, vente des montres, gestion du stock, accueil, popularisation, entretien et sécurité. Par la suite, trois autres commissions voient le jour : restaurant, animation, courrier. | ,          |
| Août 1973             | Le 2 août, le Ministre du Développement industriel Jean Charbonnel présente un plan de sauvetage de l'entreprise Lip, qui s'avère être orchestré dans l'ombre par Ébauches SA, et nomme Henri Giraud comme médiateur. Le 3 août, refus du plan Charbonnel par les ouvriers grévistes qui se versent la première paie sauvage. Le 11 août, des négociations ont lieu entre les représentants des syndicats, le Comité d’action et Henri Giraud à Arc-et-Senans qui ne mènent à rien. Le 15 août à 5 h 30 du matin, les gardes mobiles investissent l’usine Lip, bouclent le quartier de Palente et chassent les travailleurs : l'événement fait grand bruit et de nombreuses entreprises de la ville se mettent elles aussi en grève. On note quelques débordements entre des ouvriers et les forces de l’ordre et une nouvelle usine Lip est installée par les ouvriers dans le gymnase Jean Zay, prêté à l'occasion par le maire à la seule condition qu’on n’y reprenne pas la production. Le 25 août, 200 ouvriers Lip rejoignent le rassemblement du Larzac, où des paysans manifestent contre l’armée qui les spolie de leurs terres. Le 31 août, distribution de la seconde paie sauvage au cinéma Lux. | ,          |
| 29 septembre 1973     | La grande marche Lip est organisée dans les rues de Besançon : 100 000 personnes venues de toute la France et même de l’étranger manifestent sous une pluie battante. La situation se crispe entre les deux principaux syndicats, la CFDT et la CGT. Claude Mercet déclare : « Les choses se désagrègent, il faut les reprendre en main, terminer la lutte. » | ,          |
| Octobre 1973          | Le 12 octobre, les ouvriers se prononcent sur les conclusions des négociations avec Henri Giraud : un vote est alors organisé lors duquel la poursuite de la lutte est largement plébiscitée. Le 15 octobre, le Premier Ministre Pierre Messmer prononce : « Lip, c’est fini ! » et des discussions ont lieu entre hommes d’affaires, sollicités par le PSU et la CFDT | ,          |
| Janvier 1974          | Claude Neuschwander, envoyé par Jean Charbonnel, a pour mission la relance de Lip ; les 26, 27 et 28 janvier se tiennent à Dole des négociations entre José Bidegain et les ouvriers de Lip : il est alors décidé que « l’entreprise procédera aux embauches du personnel au fur et à mesure des besoins créés par son développement » et 850 Lip doivent donc être progressivement réembauchés. Le 29 janvier, signature des accords de Dole par la délégation de Lip et restitution des 10 tonnes de matériel, ainsi que d'un chèque de 2 MF correspondant au reliquat de la vente des montres de la part des Lip. | ,          |
| Reste de l'année 1974 | Le 11 mars, après 329 jours de lutte, Roland Vittot déclare : « Camarades, Lip vit ! Nous lutterons tous ensemble jusqu’à ce que le dernier d’entre nous ait franchi cette grille ! » devant de nombreux Lip et sympathisants chantant L'Internationale. L'ouvrier Raymond Burgy entre le premier dans l’usine, suivi des 135 premiers réembauchés qui reprennent le travail. Le 15 décembre, les lettres de réembauche sont envoyées aux 21 derniers Lip, mais il faudra attendre le 31 mars 1975 pour que tous reprennent le travail ; les commandes affluent et l’année 1975 s’annonce prometteuse. Mais au cours de l'année, des fournisseurs décident brusquement de ne pas honorer les commandes passées, et contrairement aux accords signés, le tribunal de commerce de Besançon astreint Claude Neuschwander à payer les 6 millions de dettes de l’ancienne entreprise, auprès des fournisseurs et ce pratiquement du jour au lendemain. En mai 1974, la régie Renault, entreprise nationalisée, retire subitement ses commandes, et les industriels horlogers du Doubs largement soutenus par Edgar Faure, s’opposent alors à une aide de l’État; les banques refusent d’apporter les 4 MF réclamés ; Claude Neuschwander demande l'aide de son conseil d’administration qui refuse de lui tendre la main : c’est alors la fin de Lip. | ,          |
| 1976 et 1977          | Le 8 février 1976, Claude Neuschwander démissionne de ses fonctions. Le 5 mai de la même année, une nouvelle occupation de l'usine est organisée par les ouvriers qui reprennent la fabrication des montres pour se constituer de nouveaux trésors de guerre, à leur compte ; les salariés réfléchissent à la création de coopératives. Le 28 novembre 1977, les ouvriers forment Les Industries de Palente, nommées communément Lip ; les coopératives sont au nombre de six : mécanique, horlogerie, restauration, bois et tissus, imprimerie, loisirs ; un nouveau combat commence... | ,          |

## Accueil

### Sortie
Les Lip, l'imagination au pouvoir est sorti dans plus de 175 salles de cinéma dans toute la France, le 21 mars 2007. Cependant, le conseil régional de Franche-Comté a organisé une avant-première le 20 mars 2007 à Besançon, où étaient conviés dans une salle comble Charles, Fatima, Jeannine, Noëlle et enfin Claude. Au bout des deux heures de projection, les applaudissements retentissent, libérant la plupart de ces protagonistes d'une lutte symbole, comme si le documentaire venait purger trente années pesantes. Un débat s'est ouvert après la projection, dont Claude Neuschwander conclura : « Le film est une formidable leçon pour ceux qui ont envie de se battre. » Le producteur Les Films d'ici a également organisé plusieurs autres débats sur le sujet dans toute la France et sur le Web, grâce au site Internet du film. Les médias ont bien salué la sortie du film, à l'image de France 2, Arte, France 3, France Bleu Besançon ou des journaux comme Sud Ouest, La Croix, l'Express ou encore Le Canard enchaîné.

### Accueil critique
Le documentaire a été globalement bien apprécié par la critique, notamment de la part des nombreux journaux consacrés à la cinématographie. C'est ainsi que des revues comme Première, Pariscope, Le Monde, Télérama, Chronic'art, Evene, L'Humanité, Le Nouvel Observateur, Metro, Les Inrockuptibles ou encore Positif ont unanimement salué la sortie de ce film.
- Première[31] : « Le récit est épique, haletant, les personnages se dessinent peu à peu, le documentaire devient fiction, polar, thriller... Christian Rouaud les filme en plans fixes. Associe ou entrechoque leurs souvenirs. Confronte ces derniers aux images d’archives où on les reconnaît, en noir et blanc, enflammés, engagés et souriants, identiques quoique plus jeunes. Le cinéaste dresse des portraits de gens ordinaires qui n’ont pas seulement cru aux lendemains, mais les ont fait exister. L’élan extraordinaire de leur « ici et maintenant » ne date pas d’hier mais pourrait nous inspirer. Pour demain ? »
- Pariscope[31] : « Une incroyable page d’histoire du mouvement ouvrier mais aussi un feuilleton policier avec filatures, renseignements généraux, déguisements et superbes anecdotes. Racontée sans aigreur, avec lucidité, intelligence, passion par quelques-uns de ses magnifiques protagonistes, l’aventure de Lip annonce la fin d’un monde. Lip hip hip hourra. »
- Le Monde[31] : « Ce film rend évident qu'un récit ne fabrique de la croyance qu'à la condition qu'une croyance le fonde. Dans le désert consumériste qui devient le nôtre, ce film résonnera donc haut et fort, parce qu'il réconcilie le cinéma du samedi et celui du grand soir sous les auspices nécessaires d'un rêve à reconduire. »
- Télérama[31] : « Des images d’archives auraient pu aider le film à mieux restituer le contexte de ce printemps 1973, l’aura dont jouissait alors une entreprise moderne comme Lip et la manière dont la « dynamique joyeuse » contamina peu à peu, via les médias, l’opinion publique. »
- Chronic'art[32] : « Cette dimension d'apprentissage et de prise de conscience mise en avant par un montage qui respecte la chronologie des événements, empêche à tout moment le film de se rigidifier dans un discours convenu sur la lutte des classes et une certaine sauvagerie du capitalisme. »
- Evene[33] : « Les LIP est une véritable leçon d’histoire. Il faut bien reconnaître que cet épisode est passé dans les oubliettes de l’Histoire, et pourtant... Premier mouvement du genre, dans la continuité des belles idées de la fin des années soixante, tous ces ouvriers ont proposé une opposition qui n’eut jamais d’héritiers par la suite. Ce que montre très bien le documentaire de Christian Rouaud, est l’effervescence, le bouillonnement – l’utopie presque –, qui ont régné au cours d’une révolte de près de 2 ans. »
- L'Humanité[34] : « Sans fard, chacun raconte ce qu'a été son expérience dans une absence totale de langue de bois. L'on se régale de l'ingéniosité et de la ruse qui furent alors déployées pour contrer patronat et police. Que voici un film qui mérite bien son titre. »
- Le Nouvel Observateur[34] : « Lip a été une révolte qui a mis l'imagination au pouvoir. À l'heure des délocalisations sauvages, il est bon – et poignant – de revenir sur ce passé : aujourd'hui, le fond de l'air est-il encore rouge ? »
- Metro[34] : « Ponctuées d'images d'archives, les deux heures du film de Christian Rouaud forment un document historique unique. Pour tout public. »
- Les Inrockuptibles[34] : « Ce film sage sur la forme, mais euphorisant, galvanisant sur le fond [...] offre au spectateur une denrée rare et vitale : des idées. »
- Positif[34] : « Une histoire collective qui, loin d'être dogmatique, laisse sourdre une humanité drôle et chaleureuse. »

## Analyse
Le film contribue à apporter un témoignage cinématographique du conflit Lip, en plus des nombreux ouvrages consacrés à cette page de l'histoire. Grâce aux récits des principaux protagonistes de l'époque couplés avec des images d'archives, le spectateur peut se faire une idée fidèle de l'histoire de la lutte. Les principales questions que peut se poser le public ne connaissant pas en détail Lip, y sont traitées : le pourquoi, avec le changement profond du régime économique de la France (la fermeture de l'usine Lip marquant en France le passage d'un capitalisme fondé sur l'entreprise à un capitalisme échafaudé sur la finance, dans lequel les employés peuvent être en danger à tout moment), le comment, avec l'évocation des actions menées pendant le combat, telles que la vente sauvage de montres ou la grande marche Lip, ou encore le qui, grâce aux témoignages vibrants des acteurs de ce film qui furent les leaders d'une époque.
Le rôle des ouvriers dans leur combat est ainsi mis en lumière : pourquoi ce combat, de quelle manière, dans quel but ? On voit alors le visage de grévistes solidaires et unis, luttant contre l'injustice et se sacrifiant dans la difficulté et la durée, bien que le documentaire souligne également en parallèle les divergences d'opinion et les doutes pendant la grève. L'aide de nombreuses autres personnes extérieures à l'usine, qui achètent des montres lors des ventes sauvages, visitent les bâtiments occupés et prennent un repas dans la cantine ouvrière en compagnie des salariés est aussi mis en valeur, ou le moment où une centaine de milliers de personnes venues de toute la France et même d'Europe participèrent à la marche Lip : c'est ainsi que l'aspect minimalisme d'abord perçu (la grève d'une petite entreprise provinciale) s'efface peu à peu pour faire place à un sentiment de véritable combat à l'échelon national ne formant qu'une seule voix. La force du film réside aussi en partie dans cet aspect des ouvriers qui, face au discrédit ainsi qu'au découragement qui dominent de nos jours, arrivent à associer l'engagement politique et l'existence ordinaire : pour eux, se battre pour des idées, c'est également lutter pour une idée meilleure de la vie.
Les récits, souvent poignants, de ces hommes et de ces femmes rappellent l'intensité de ce combat : on écoute avec attention et compassion ces leaders exposant le déroulement des assemblées, l'organisation des réseaux clandestins pour cacher et vendre les montres, le prêtre qui confie avec malice son coup de poing contre les forces de l'ordre ou le patron qui évoque la larme à l'œil la fin de son entreprise, comme autant de moments faisant de ce documentaire une véritable aventure humaine. Cet élan de révolution montre qu'au-delà d'un combat pour leur usine, les ouvriers luttent également pour un rêve utopique s'inscrivant peu à peu dans la réalité, à tel point que le Gouvernement de l'époque n'a eu d'autre choix que la « mise à mort » de l'entreprise afin d'éviter une « flambée ouvrière et syndicale » au niveau national dans cette France des années 1970 en crise.
Jugé relativement neutre par rapport aux événements, le documentaire apporte un enseignement et une prise de conscience de la chronologie des faits, tout en ne se figeant pas sur un discours convenu sur la lutte des classes et une certaine sauvagerie du capitalisme. D'ailleurs, le film se termine en illustrant la fin d'une époque et d'un fonctionnement de la société, sans avoir pour autant une connotation plaintive. L'existence d'une telle lutte indique au contraire que tout peut recommencer, faisant de ce documentaire un témoignage optimiste jusque dans son pessimisme même.

## Autres films sur le même thème

### Fils de Lip
Fils de Lip est un film documentaire réalisé par Thomas Faverjon en 2007, racontant l'histoire du deuxième conflit Lip à travers les témoignages « des sans voix » (tous ceux qu’on n’a jamais entendus). Il présente le nouveau combat des Lip dans une entreprise qui a déposé le bilan, mais qui reste parfaitement rentable aussi bien au niveau des machines que des ouvriers. Cependant aucun repreneur ne s'y intéresse, à cause de l’élite économique et politique de l'époque, qui voulait sanctionner la révolution du premier conflit. C'est un nouveau regard qui est alors porté sur ces salariés ne vivant pas une époque glorieuse comme pour la lutte précédente, mais une amère répression.

### Monique, Lip IetLa marche de Besançon, Lip II
Monique, Lip I et La marche de Besançon, Lip II sont deux documentaires réalisés sur le conflit Lip par Carole Roussopoulos, en août 1973. Le premier documentaire présente les choses du point de vue des ouvriers, laissant largement la parole aux grévistes et plus particulièrement à une salariée, Monique Piton, qui expose avec fougue et lucidité sa vision du conflit ; elle raconte l'occupation de l'usine par la police, les quatre mois de combats, la place des femmes dans cette lutte, ce qu'elle a appris, et critique aussi le rôle de la télévision et des médias. Quant au second documentaire, lui aussi réalisé à partir d'images d'époque, il revient sur la grande marche Lip du 29 septembre 1973.

### Les Lip
Les Lip ou Lip, un été tous ensemble est un film documentaire de Dominique Ladoge retraçant la grande grève de Lip. À travers une employée prénommée Tulipe, âgée de 20 ans et fille d’immigré italien, on revoit les plus grands moments de la lutte des années 1970. En juin 2010 la société de production, Jade Production, a appelé tous les Bisontins à venir participer à une reconstitution de manifestation, dans le centre historique de la ville. Actuellement, le film est toujours en production, et aucune date de sortie n'est avancée.

### À bientôt, j'espère

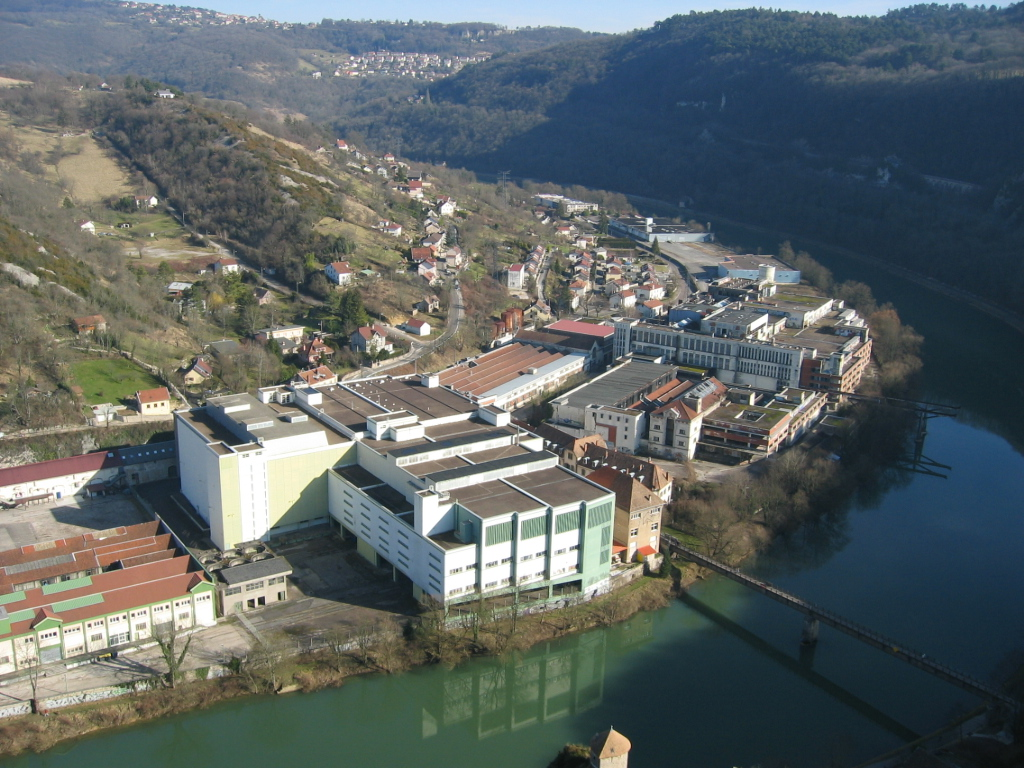
L'ancienne usine Rhodiacéta.

À bientôt, j'espère est un film documentaire relatant la grève dans l'usine textile Rhodiacéta de Besançon, en mars 1967, au travers des témoignages des ouvriers sur leurs conditions de travail et leurs motivations. Cette grève a pris un aspect particulier parce que les ouvriers ont refusé de séparer le culturel du social : outre les salaires ou la sécurité de l’emploi dans l'entreprise, leurs revendications portaient aussi sur le mode de vie que la société leur imposait, comme à toute la classe ouvrière. Les ouvriers grévistes qui occupent l'usine ont à leur disposition du matériel pour filmer les événements, grâce à Chris Marker, Jean-Luc Godard et Bruno Muel.